# Palacio Herquíñigo
El Palacio Herquíñigo es un inmueble ubicado en la calle República n.º 290, esquina con la calle Grajales, parte de lo que se conoce como barrio República, en la ciudad de Santiago de Chile.

## Historia
El inmueble fue mandado a construir por el empresario Alejandro Herquíñigo Gómez, descendiente de familia de origen vizcaíno que arribó a Chile en el siglo XVIII dedicándose al comercio y posteriormente a la minería.[cita requerida]
En 1919, mientras ejercía como parlamentario, ordenó al arquitecto Ricardo Larraín Bravo la construcción de su residencia en la elegante avenida de la República.[cita requerida] Posteriormente, la embajada de México ocuparía el lugar para su delegación en Chile y la popular droguería Michelson.[cita requerida]

## Características
Dentro de las características exteriores del inmueble destaca su fachada continua de estilo francés, con marquesinas, portones de fierros y balcones. En su interior destaca su escalera imperial de mármol, finos vitrales, amplios salones y grandes jardines.[cita requerida]

## Uso actual
En la actualidad, es una de las sedes de la Universidad Nacional Andrés Bello (UNAB). Destacando que el proyecto de esa casa de estudios incluyó la restauración de pavimentos de madera originales, el mejoramiento de terminaciones de pinturas en muros, cenefas, cornisas, puertas y ventanas; la reposición de vidrios, quincallería y pintura de fachada conservando las líneas arquitectónicas propias del inmueble.[cita requerida]
Asimismo, se renovó toda la instalación eléctrica para dejarla vigente a las actuales normativas y se consideró conectividad de internet en todos sus pisos usando tecnología Wifi6, más elementos para la proyección de alta calidad en sus salas de clases, transformándose en el R10 de UNAB.[cita requerida]